# شارل کانیار د لا تور
 شارل کانیار د لا تور (فرانسوی: Charles Cagniard de la Tour‎؛ زاده ۳۱ مارس ۱۷۷۷ – درگذشته ۵ ژوئیهٔ ۱۸۵۹) یک فیزیک‌دان اهل فرانسه بود.